# Rue du Helder
De Rue du Helder is een straat in het 9e arrondissement van Parijs. De straat is vernoemd naar de Noord-Hollandse kustplaats Den Helder, alwaar een Frans cavaleriekorps onder Pichegru in 1795 de Nederlandse vloot verslagen heeft. Den Helder is daarna door Napoleon aangewezen als een van de belangrijkste marinesteden van de Franse invloedssfeer en daarna het Franse keizerrijk, en heeft daartoe daar meerdere forten laten bouwen.
De naam is vervoegd; ook in het Nederlands was het lidwoord in Den Helder geen onderdeel van de naam. In het Frans wordt de stad le Helder genoemd, de straat is dus rue du Helder geworden. ("straat van de Helder") 
De straat loopt van de Rue Taitbout naar de Boulevard des Italiens.
De straat ligt in een buurt die altijd chic gevonden is; in Alexandre Dumas' werk De graaf van Monte-Cristo wonen het personage Albert de Morcerf en zijn familie in de Rue du Helder. Heden ten dage zetelt het hoofdkantoor van Danone in deze buurt.